# Simulium dojeycorium
Simulium dojeycorium är en tvåvingeart som beskrevs av Craig 1997. Simulium dojeycorium ingår i släktet Simulium och familjen knott. Inga underarter finns listade i Catalogue of Life.